# Carl Martin Brockhöft
Carl Martin Brockhöft  (* 1. April 1884 in Oevenum; † 16. Dezember 1965 Wyk auf Föhr) (auch Brockhöfft) war ein deutscher Windjammer-Kapitän der Hamburger F. Laeisz Reederei und Kap Hoornier.

## Leben
Brockhöft wurde 1884 in Oevenum auf Föhr als zweiter Sohn des Seefahrers und Steuermanns Detlef Eduard (1854–1904) und von Maria Margaretha (1854–1922) geboren und ging früh zur See. Bereits 1910 erwarb er sein Steuermanns-Patent und übernahm 1914 mit 30 Jahren das Kommando als Kapitän der Hamburger Reederei F. Laeisz auf dem Vollschiff Pirna (ex „Osorno“ ex „Beethoven“, 1894 Geestemünde).
Im Oktober 1920 überführte er die bei Blohm & Voss neu gebaute Viermastbark Pola von Hamburg nach Dunkerque zur Übergabe als Kriegs-Reparation an Frankreich.
Nach der Jungfernfahrt mit Kapitän Jürgen Jürs, übernahm er 1921–1924 die Viermastbark Priwall, das Schwesterschiff der Pola.
1926–1929 Kapitän der Viermastbark Pamir, ersetzte er den verwundeten Kapitän Heinrich Oellrich (1883–1965) in Falmouth (Cornwall).
1929–1930 Kapitän der Viermastbark Parma (ex „Arrow“, 1902 Glasgow).
1933 beendete er seine Seemanns-Laufbahn mit 47 Jahren, in denen er 45 mal das Kap Hoorn passiert hat, davon 22 mal als Kapitän. Er zog sich nach mehr als 30 Jahren auf Segelschiffen von der Seefahrt zurück und ging aus gesundheitlichen Gründen von Bord.
Er wurde Hafenmeister in Wyk, seinem Wohnort, auf Föhr. Später war er auch noch als Schiffsbesichtiger für den Bereich zwischen List auf Sylt und Tönning tätig.
Bockhöft fand seine letzte Ruhestätte im Familiengrab auf dem Friedhof von Wyk auf Föhr.

## Kapitäns-Laufbahn
- 1914–1914 Vollschiff Pirna (QFWJ)

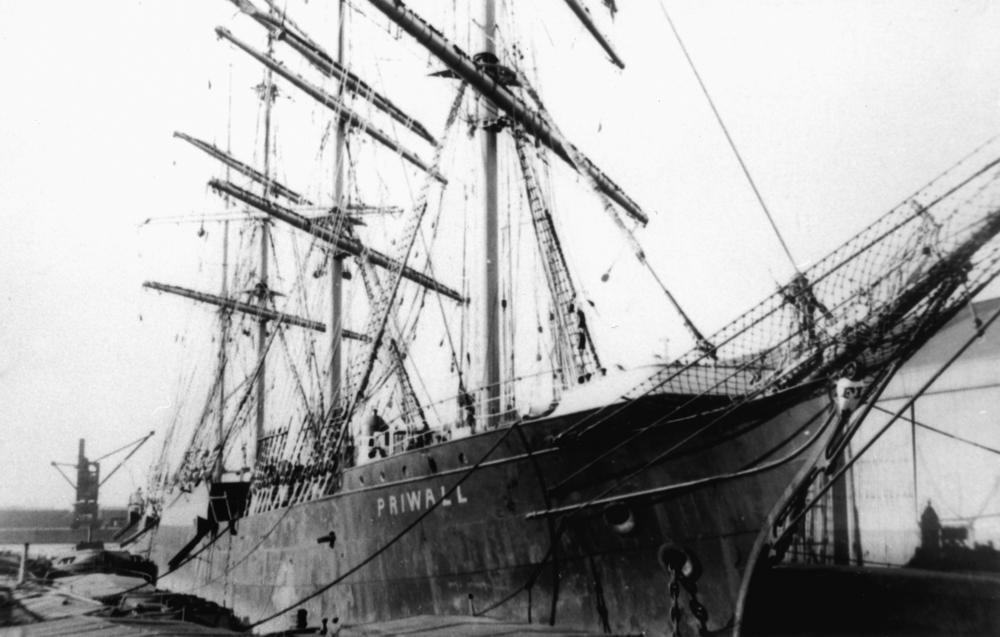
Viermastbark Priwall

- 1920–1920 Viermastbark Pola (RWGL)[5]
- 1921–1924 Viermastbark Priwall (RWLN)[6]
- 1926–1929 Viermastbark Pamir (RDWC)[7]
- 1929–1930 Viermastbark Parma (RBWN)[8]